# Archibald (série télévisée)
Pour les articles homonymes, voir Archibald.
Archibald ou La Saga d'Archibald est une série télévisée franco-canadienne en treize épisodes de 26 minutes, diffusée d'abord au Québec, à partir du 19 octobre 1991 sur Canal Famille, et en France à partir du 3 novembre 1991 sur FR3.

## Synopsis
Destinée à la jeunesse, cette série suit les aventures autour du monde d'Archibald, un homme excentrique, et de deux adolescents, Maxence et Lorrie.

## Distribution
- Daniel Gélin : Archibald
- Benjamin Tribes : Maxence
- Dorothée Pousséo : Lorrie
- Suzanne Grey : Anaïs
- Patrice Bissonnette : Cougar
- Pierre Colin : L'inspecteur
- Jean Deschênes : Lartigue
- Yvan Ducharme : Caron
- Jean-Pierre Matte : Morin
- Mahée Paiement : Sahara
- Gérard Poirier : Lacoste
- Yvan Ponton : Shannon
- Jacques Thisdale : Léon

## Fiche technique
- Scénaristes : José Fréchette, Laurier Bonin, François St-Laurent, Tiziana Caminada, Xenia Carbonia
- Réalisation : Richard Martin, Laurier Bonin, Jean-François Claire, Mariana Evstutieva, Michel Picard, Patrick Saglio, Tiziana Caminada
- Sociétés de production : Coscient et CSM Productions